# E・E・スミス
エドワード・エルマー・スミス（Edward Elmer Smith あるいは E.E."Doc"Smith, 1890年5月2日 - 1965年8月31日）は、アメリカのSF作家で、《レンズマン》シリーズや《スカイラーク》シリーズで知られている。「スペースオペラの父」と呼ばれることもある。通称はE・E・スミス、ドク・スミスなど。家族からはテッドと呼ばれていた。ドーナツやペイストリー用の粉を専門とする食品工学者でもあった。

## 生涯

### 家族と学生時代まで
1890年5月2日、ウィスコンシン州シボイガンで生まれる。両親は共に長老派教会の敬虔な信徒の家系である。母はミシガン州出身の教師で、父はメイン州出身の船員だったが英語教師になった。同年冬、ワシントン州スポケーンに幼いE・E・スミスを連れて引越し、そこで父が1900年には契約で働いていた。1902年、一家はアイダホ州クートニー郡の Seneaquoteen に引っ越した。E・E・スミスは5人兄弟の4番目だった。1910年の国勢調査によると両親と弟は当時アイダホ州ボナー郡の Markham Precinct に住んでいた。国勢調査の記録では父の職業は農夫となっている。
スミスは肉体労働者として働いていたが、19歳のとき火事から逃げる際に手首を負傷し、肉体労働が難しくなった。そこで彼はアイダホ大学に入学。1984年にはアイダホ大学同窓会の殿堂入りしている。1907年に入学し化学工学を専攻して1914年に卒業（7年かかっているのは学士号を2つ取得したため）。化学クラブ、チェスクラブ、マンドリン・ギタークラブ、ライフルチームの部長を務めた。ギルバートとサリヴァンのオペレッタの舞台で歌ったこともある。学士論文の題名は Some Clays of Idaho でクラスメートの Chester Fowler Smith と共同で執筆した。なお、そのクラスメートはバークレーで講師の職を得たが、翌年結核で亡くなっている。2人の関係はよくわかっていない。
1915年10月5日、アイダホ州ボイシで大学のルームメイトの妹だったジャンヌ・クレイグ・マクドゥーガルと結婚。因みにジャンヌの姉妹がクラリッサ・マクリーン・マクドゥーガルという名で、《レンズマン》シリーズのヒロインの名（クラリッサ・マクドゥーガル）に使われている。ジャンヌはスコットランドのグラスゴー出身で、父はバイオリン奏者だった。彼女の父は子供たちが幼いころにボイシに単身赴任し、家族がボイシに引っ越そうとしている1905年に亡くなった。ジャンヌの母は1914年に元政治家の実業家と再婚した。
スミスは3人の子をもうけた。
- Roderick N. (1918-?) - ロッキード社の航空機設計技師となった。
- Verna Jean (1920-1994) - 結婚後は Verna Smith Trestrail。スミスの著作権を相続した。死後はその子 Kim Trestrail が相続している[14]。ロバート・A・ハインラインは『フライデイ』(1982) の献辞に Verna を挙げている[15]。
- Clarissa M. (1921-?) - 結婚後は Clarissa Wilcox[16][17][18]。

### 化学者としての経歴と《スカイラーク》シリーズの始まり
大学卒業後は国立標準局 (NBS) で化学者として働くようになり、ワシントンD.C.に引っ越した。NBSではバターや牡蠣の品質規格制定などに従事。第一次世界大戦には召集され陸軍中尉で従軍したが、どういう任務についていたかは不明である。妻には自分以外に頼る者がいないということと、化学者として戦争に寄与できるという考えから、スミスは徴兵免除を申請したと見られている。
1915年のある晩、アイダホ大学で同級生だったカール・ガービー博士がワシントンD.C.に引っ越してきたということでスミス家を訪問した。引っ越してきた場所がスミス家のすぐ近くだった。そして宇宙空間への旅について長く話しこんだ。ガービーは恒星間航行についての空想的な物語とアイデアを書いてみるべきだとスミスに提案した。スミスはそれに興味を抱いたが、実際に書くとなれば若干のロマンチックな要素も必要だろうし、そういうことは得意ではないと思った。
するとガービー夫人が恋愛要素やロマンチックな台詞について協力すると申し出、スミスは書いてみることにした。主要登場人物は彼ら自身をモデルにしている。シートンはスミス本人がモデルで、クレイン夫妻はガービー夫妻がモデルである。『宇宙のスカイラーク』の3分の1ほどは1916年末までに完成したが、スミスとガービーは徐々にその作業をしなくなっていった。
スミスはジョージ・ワシントン大学でチャールズ・モンロー (en、「モンロー効果」のモンローである) の下で学び、1917年に化学の修士号を取得。1918年には化学工学でPh.D.を取得。学位論文は食品工学に関するもので題名は The effect of bleaching with oxides of nitrogen upon the baking quality and commercial value of wheat flour]（窒素酸化物による漂白で小麦粉の品質と商品価値を高める効果）であり、1919年に出版された。(Warner 1938) やFleischerのサイトでは、論文タイトルを The Effect of the Oxides of Nitrogen upon the Carotin Molecule — C40H56 としている。また、サム・モスコウィッツは博士号取得を1919年としている。これは、論文を提出した日付、審査された日付、博士号が与えられた日付の違いを反映したものと見られる。なお、ドクの名はこの博士号取得によるものである。

### 《スカイラーク》シリーズ

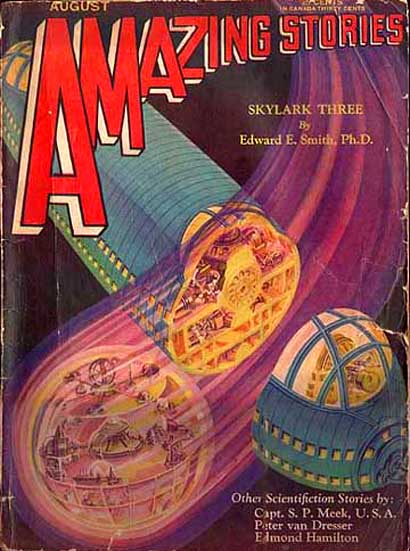
『スカイラーク3号』が掲載されたアメージング・ストーリーズ1930年8月号の表紙

1919年、スミスはミシガン州ヒルズデールのF・W・ストック&サン社の主任化学者として働くようになった。技師長としてドーナッツ・ミックス・パウダーの研究開発を行う。同社はミシシッピ川以東では有数のドーナッツ用の製粉工場だった。
1919年後半、ミシガン州に引っ越した後でスミスは妻が映画を見に行っている晩に赤ん坊（おそらく長男）の子守をしていた。そのとき『宇宙のスカイラーク』の執筆を再開し、1920年春に完成させた。彼はその原稿を多数の出版社や雑誌社に送り、最終的に得た原稿料よりも切手代のほうが高くついたという。1922年、アーゴシー誌の編集者ボブ・デーヴィスは、個人的には好きなのだが同誌の読者には話が壮大すぎるという断わりの返事を送っている。(Warner 1938) だけは、最初の原稿が売れる前にスミスが続編『スカイラーク3号』に取り掛かったとしている。最終的に1927年4月、『宇宙のスカイラーク』はアメージング・ストーリーズ誌に売れた。当初原稿料は75ドルだったが後に125ドルに上がった。作品は1928年の8月号から10月号に連載された。評判は上々で、編集長T・オコンナー・スローンは連載2回目の出版前に続編を依頼している。
ガービー夫人はそれ以上の共作を望まず、『スカイラーク3号』はスミス1人で書き始め、アメージング誌1930年8月号から10月号に連載された。そのころスミス夫妻はミシガン州ヒルズデールに住んでいた。スミスは《スカイラーク》シリーズを前作で完結させたつもりだったが、アメージング誌の投書欄に多数の賞賛の手紙が掲載され、さらに続編を書くことになった。原稿料はアメージング誌のそれまでの最高記録だった1語半セントを更新し、1語4分の3セントとなった。
SFの舞台が一気に太陽系外・銀河系スケールにまで拡大したのは、スミスの『スカイラーク』シリーズ、そして『レンズマン』シリーズの功績といって良いだろう。

### 1930年代前半: 《スカイラーク》と《レンズマン》の狭間
その後スミスは『火星航路SOS』(Spacehounds of IPC) から始まる新シリーズの執筆を開始し、1930年秋に完成させた。この小説を書くにあたってスミスは『宇宙のスカイラーク』で読者に指摘された科学的不正確さを排除するのに苦労した。『銀河パトロール隊』執筆後の1938年時点でもスミスはこの作品が一番できがよいと思っていた。後に彼は「スカイラークのような疑似科学とは違い、この作品は本当の科学だ」と述べている。晩年になってもスミスはこの作品が唯一の真のSFだったと述べている。この作品はアメージング誌1931年9月号に掲載されたが、そのとき編集長スローンが勝手に修正を加えている。読者のファンレターの多くは舞台が太陽系内に限られていることに不平を漏らしており、スローンは読者の味方をした。そこでアスタウンディング誌の編集者ハリー・ベイツが1語2セントの原稿料で原稿を依頼してきたとき、スミスはそちらの話に乗った。したがって、『火星航路SOS』の続編は書かれることなく終わった。
そして書かれたのが『三惑星連合』であり、科学考証にはこだわらず想像の赴くままに書かれていた。実際、登場人物が心理学的あるいは科学的な信じ難さを作中で指摘しており、ある意味で自己風刺的ですらある。それ以外では登場人物は明らかな信じ難いことにも全く沈黙している。アスタウンディング誌1933年1月号には『三惑星連合』が3月号から連載され、表紙もそのイラストになるという予告が載ったが、アスタウンディング誌の財政問題からこの作品は掲載できなかった。そこでスミスは原稿をワンダー・ストーリーズ誌に送ったが、編集長チャールズ・D・ホーニッグはそれを受け取らなかった。彼は後にファンジンでその原稿をボツにしたことを自慢している。最終的にスミスはアメージング誌に原稿を送り、1934年1月号から掲載された。ただし原稿料は1語半セントだった。間もなくアスタウンディング誌が復活し、新編集長F・オーリン・トレメインが1語1セントの原稿料を提示したが、既にアメージング誌が買い取った後だった。そこでトレメインは《スカイラーク》シリーズの3作目を依頼した。
1933年から1934年にかけての冬、『ヴァレロンのスカイラーク』を執筆したが、スミスは話の収拾がつかなくなってきたと感じ、初稿をトレメインに送る際に助言を求める乱雑な注記を添えていた。トレメインは初稿に850ドルを支払い、1ページ全部を論説にあて、4分の3ページを広告として1934年6月号で掲載を発表した。この小説は1934年8月号から1935年2月号まで連載された。アスタウンディング誌は掲載当初から1万部に上がり、競合するアメージング・ストーリーズ誌やワンダー・ストーリーズ誌は財政危機に陥り、その年は休刊している。

### 《レンズマン》シリーズ
1936年1月、既にSF作家としての地位を確立していたスミスだが、ミシガン州ジャクソンのダウン・ドーナッツ社に移籍。ここで約1年間、1日18時間、毎日休みなく働いた。ドーナツや他のペイストリー用のミックス粉の開発を担当していたことは確かだが、ドーナツに粉砂糖を付着させる方法をスミスが開発したという主張は裏づけがない。スミスは1940年初めごろ、戦前の供給制限のために同社内で配置換えされたと言われている。
スミスは1927年ごろから宇宙警察ものを書く構想を暖めていた。《レンズマン》の設定を考え付いたスミスは、蔵書の中の警察と犯罪者を扱ったSF小説をかたっぱしから読み返した。彼は Clinton Constantinescue の "War of the Universe" を悪い例、Starzl やウィリアムスンの作品を良い例とした。トレメインはスミスの構想に大賛成した。
1936年末、ダウン・ドーナッツ社が利益を上げるようになると、スミスは《レンズマン》シリーズ4作品となる梗概を80ページほどにまとめ、1937年初めにトレメインがそれらが作品になったら買うことを約束した。梗概を4作品に分割するにあたって、それぞれの終わり方がさらなる面白さを予感させるようにするのに苦労した。その点でスミスはエドガー・ライス・バローズを悪い例として挙げている。骨子が決まるとスミスは『銀河パトロール隊』のより詳細な骨子を書き、感情的な盛り上がり部分や説明的な部分を示す小説の構造を詳細なグラフに描いた。しかし、実際に書いてみると登場人物が勝手に動き回り、骨子の通りにはならなかったとスミスは記している。『銀河パトロール隊』の草稿を完成させると、スミスはシリーズの完結編である『レンズの子供たち』の最終章を書いた。『銀河パトロール隊』はアスタウンディング誌1937年9月号から1938年2月号まで連載された。単行本化されたときには『三惑星連合軍』と同じ世界という設定になっていたが、連載時はそうではなかった。
シリーズ2作目の『グレー・レンズマン』は、アスタウンディング誌1939年10月号から1940年1月号まで連載された。なお、グレーの綴りは "Gray" だが雑誌掲載時の表紙に間違ってイギリス風に "Grey" と記されたこともあり、よく間違われる。『グレー・レンズマン』（とその表紙イラスト）は非常に好評だった。キャンベルは12月号の編集後記で10月号がアスタウンディング誌史上最高の出来だったと記しており、『グレー・レンズマン』は他の作品を大きく引き離して読者投票で1位となった。表紙イラストも好評で、キャンベルは「E・E・スミスとイラストレーターのヒューバート・ロジャースはキニスンの外見について合意しているという手紙を受け取った」と記している。
スミスは1940年シカゴで開催された第2回ワールドコンのゲストとして招待され、"What Does This Convention Mean?"（この大会の意義は何か）と題してSFファンダムの重要性を強調する講演を行った。また、ワールドコンの仮装大会にはC・L・ムーアのノースウェスト・スミスの扮装で参加した。ミシガン州から来ていたファンと親交ができ、そのファンたちが後に Galactic Roamers（銀河放浪者）を結成し、その後の作品についていち早く教えてもらえるようになったという。
1941年から1945年まで、スミスはアメリカ陸軍に勤務した。『三惑星連合軍』の単行本版(1948) は第二次世界大戦中に加筆されており、爆薬や軍需品の製造に関する詳細な知識をこの時期に得たことがうかがえる。品質検査を巡って上層部と衝突した登場人物が正論でありながらクビになるエピソードは、スミス自身の体験に基づいているとする伝記もいくつかある。1946年、ドーナツなどを製造する J. W. Allen Company に就職し、引退となる1957年まで勤めた。

### 退職と晩年の作品
本職を引退後、夫妻は秋から冬にかけてはフロリダ州クリアウォーターに住み、春には2つ所有するトレーラーのうち小さい方でオレゴン州シーサイドに行き、その途中でよくSF大会に立ち寄った。スミスは飛行機での移動が嫌いだった。
ロバート・A・ハインラインはスミスの友人だった。ハインラインは1958年の小説『メトセラの子ら』をスミスに捧げている。ハインラインはスミスの『火星航路SOS』のずば抜けた能力を持つ「非現実的」な主人公について、本人がモデルだろうと記している。ハインラインは、E・E・スミスは大柄のブロンドで優れた身体能力を持つ非常に聡明な男で、極めて美しく聡明で赤毛の女性マクドゥーガルと結婚したと記しており、キムボール・キニスンとクラリッサ・マクドゥガルは2人がモデルだとしている。ハインラインはエッセイの中で、スミスに車選びを手伝ってもらったとき、彼が一種の「スーパーマン」ではないかと疑うようになったと記している。スミスは車の天井に頭を押し付けて骨伝導でシャーシの異常な音が聞こえるようにして、裏道を速度制限以上の高速で運転したという。その方法はその場で思いついたようだった。
スミスが本職引退後に書いた長編 Galaxy Primes、Subspace Explorers、Subspace Encounter では、テレパシーなどの超能力を題材にしており、他の惑星の植民地化における自由主義者と社会主義/共産主義者とのぶつかり合いを描いている。

### Lord Tedric
スミスは "Lord Tedric" という中編を1952年に Other Worlds 誌に発表していたが、この作品はほとんど忘れられていた。
スミスの死後13年が経過して、ゴードン・エクランドが同じ題名と同じ登場人物を使った新たな長編を「E・E・スミスが構想していた新シリーズ」と銘打って出版した。エクランドはその後も続編を "E. E. 'Doc' Smith" や "E. E. Smith" の筆名で発表した。主人公はスミス作品と同様に勇敢で、異次元の種族と交信できる。敵は鞭と剣を得意とするダークナイトで、惑星サイズの "iron sphere" という超兵器が登場する。このように設定が似ているところからE・E・スミスが「スター・ウォーズ」の認められていない原型を考案したとする向きもある。

## 重要な意見
スミスの作品は一般に古典的スペースオペラとみなされており、スミスは20世紀SF界の "最初の新星(first nova)" とも呼ばれている。
スミスは（当時の科学技術で）厳密に不可能とされたわけではないがほとんど無理と思われるような架空のテクノロジーを発明することを好んだ。スミスの言葉として「基本演算が無限小も無視しない数学に反することを除いて、よりありそうにない概念の方が私は好きだ」がある。

## 《レンズマン》宇宙の拡張
『渦動破壊者』は《レンズマン》シリーズと設定が共通である。これは『第二段階レンズマン』と『レンズの子供たち』の間に位置する話で、従来のレンズマンとは異なる超能力の持ち主が登場する。また『火星航路SOS』は1970年代のペーパーバックでは間違って《レンズマン》シリーズの一部とされることがあった。
ロバート・A・ハインラインによれば、スミスは1960年代前半、『レンズの子供たち』の後を描いた《レンズマン》シリーズ7作目を構想していたが、そのときは出版できる状況ではなかったという。スミスがハインラインに語ったところでは、『レンズの子供たち』には注意深く読めばわかる未解決の問題があり、そこから新たな小説へと展開するのだという。スミスをよく知る人々（担当編集者だったフレデリック・ポールやスミスの娘など）がその構想のノートなどがないかと注意深く捜したが、見つかっていない。スミスはその小説について全く何も残していないと見られている。
彼の死の約1カ月前の1965年7月14日、スミスは William B. Ellern に《レンズマン》シリーズを継続する許可を書面で与えた。Ellern は "Moon Prospector"(1965) と New Lensman(1976) を書いた。また、スミスの長年の友人デイヴィッド・カイルが《レンズマン》シリーズの公式の続編を3作書いており、非人類種族のレンズマンについてのバックグラウンドを提供した。

## 軍事への影響
スミスの作品は1930年代から1970年代にかけて多くの科学者や技術者に読まれた。スミス作品の軍事的アイデアが現実になったものとして、戦略防衛構想（『三惑星連合軍』）、ステルス性（『グレー・レンズマン』）、OODAループ、C3軍事システム、AWACS（『グレー・レンズマン』）などがある。
議論の余地がない影響は、1947年6月11日付けのジョン・W・キャンベル（《レンズマン》シリーズの多くを出版したアスタウンディング誌編集長）からスミスへの手紙に現れている。その中でキャンベルは海軍艦長C・ラニング中佐 がアメリカ海軍の艦船の戦闘指揮所（CIC）にスミスの戦闘状況表示のアイデア（作中では "tank" と呼ばれている）を借用したことへの許可を求めてきたと書いている。C・ラニング中佐は、1943年前後に、駆逐艦にCICを導入するためのプロジェクトチームを主導しており、スミスのアイデアは第二次世界大戦中に実際に使われ、日本海軍相手に大きな成果をあげたという。

## スミスが影響を受けた文学
スミスのエッセイ "The Epic of Space" で、彼は好きな作家を（姓のみ）挙げている。ジョン・W・キャンベル、L・スプレイグ・ディ＝キャンプ、ロバート・A・ハインライン、マレイ・ラインスター、H・P・ラヴクラフト、A・メリット（特に『イシュタルの船』、『ムーン・プール』、『黄金郷の蛇母神』、『蜃気楼の戦士』）、C・L・ムーア（特に《処女戦士ジレル》）、A・E・ヴァン・ヴォークト、スタンリイ・G・ワインボウム（特にトウィール）、ジャック・ウィリアムスンなどである。スミスは《レンズマン》の準備をする過程で、Clinton Constantinescu の "War of the Universe" は傑作ではないとし、Starzlやウィリアムスンの作品は傑作だと記している。Starzl は Interplanetary Flying Patrol というパトロール隊を作品で描いており、それがスミスの三惑星連合軍や銀河パトロール隊に影響している可能性がある。《レンズマン》シリーズにはA・メリットの『ムーン・プール』によく似た場面がいくつかある。
スミスは Galactic Roamers や E. Everett Evans らの作品への協力があったことを認めている。スミスの娘 Verna は彼女が若いころにスミス家を訪問した人物として、Lloyd Arthur Eshbach、ハインライン、デイヴィッド・カイル、ウィルスン・タッカー、ウィリアムスン、フレデリック・ポール、A・メリット、そして Galactic Roamers を挙げている。
サム・モスコウィッツの著書 Seekers of Tomorrow にあるスミスの伝記的記述によれば、スミスはアーゴシー誌を定期購読しており、H・G・ウェルズ、ジュール・ヴェルヌ、ヘンリー・ライダー・ハガード、エドガー・アラン・ポー、エドガー・ライス・バローズの作品は全て読んでいたという。モスコウィッツはまた、スミスの読書遍歴について「哲学、古代史や中世史、英文学全般」に及んでいたとしている。そういった素養が作品に表れている部分は少なく、『三惑星連合軍』の古代ローマの章やスミスの複雑だが完璧な文体ぐらいしかない。『銀河パトロール隊』で「レンズ」が万能翻訳機の役目も果たすという設定は、ゴットロープ・フレーゲに代表される19世紀言語哲学の影響ととることもできる。また『グレー・レンズマン』ではラドヤード・キップリングの "Ballad of Boh Da Thon" を引用している。
モスコウィッツとスミスの娘 Verna Smith Trestrail は、アスタウンディング誌編集長ジョン・W・キャンベルとスミスは問題を抱えた関係だったとしている。スミスの最も成功した作品はキャンベルが出版したものだが、キャンベルがどの程度影響を与えたかは不明である。《レンズマン》シリーズの骨子はキャンベルの前の編集長F・オーリン・トレメインが受け入れたもので、スミスが『渦動破壊者』をトレメインの新雑誌 Comet に売ったため（1941年）、キャンベルの怒りを買ったという。1947年にアスタウンディング誌に『レンズの子供たち』を連載開始する際のキャンベルの紹介にはそれほど熱がこもっていなかった。後にキャンベルはそれを掲載するのはいやだったと語っているが、作品そのものは賞賛しており、その後はスミスの作品をほとんど買い取っていない。

## 派生作品とポップカルチャーへの影響
- ランドル・ギャレットは Backstage Lensman（邦題「レンズマン裏舞台」）というパロディ作品を書いており、スミス本人も面白がったという。ハリイ・ハリスンの『銀河遊撃隊』もスミス作品のパロディである。ランドル・ギャレットによる、魔法が存在する世界を舞台にした本格推理小説《ダーシー卿》シリーズにはレンズのような魔法のバッジが登場する。
- アーサー・C・クラークの『地球光』における宇宙戦闘場面は『スカイラーク3号』の戦闘シーンを参考にしたという[80]。
- 世界で初めて不特定多数の人に遊ばれたコンピューターゲーム「スペースウォー!」は『スカイラーク』と『レンズマン』をヒントに作られた。詳細はスペースウォー!の項を参照。
- テーブルトークRPGの体系であるガープスには《レンズマン》シリーズに基づいたワールドブックが存在する。
- 日本ではアニメ版「レンズマン」も製作されたが、原作とはかけ離れている。それを日本で漫画化したものを英語に翻訳してスミス家に許可を得ずにアメリカで発売しようとしたが、カリフォルニアのSF作家やファンの支援を受けた Verna Smith Trestrail の訴えによって販売停止となった。
- ジョージ・ルーカスは自伝の中で幼いころに最も影響を受けた小説として《レンズマン》シリーズを挙げている。テレビドラマ『バビロン5』を製作したJ・マイケル・ストラジンスキーもレンズマンの影響を認めている[81][82]。
- スーパーマンの原作者ジェリー・シーゲルは『宇宙のスカイラーク』の楽天的未来観に影響を受けたという[83]。
- DCコミックスの著名なアメリカンコミック「グリーンランタン」はその設定に《レンズマン》シリーズと似た部分がある。

## 作品リスト
（カッコ内は日本語タイトル。記載の無いものは未邦訳。年数は初稿掲載年。連載の場合は第一話の掲載年。）

### 《スカイラーク》シリーズ
- The Skylark of Space （宇宙のスカイラーク,宇宙船スカイラーク号,宇宙船スカイラーク,宇宙の超高速船）1915年-1920年執筆。1928年雑誌掲載。
- Skylark Three （スカイラーク3号,スカイラーク3）1930年
- Skylark of Valeron （ヴァレロンのスカイラーク,バレロンのスカイラーク）1934年
- Skylarke DuQuesne （スカイラーク対デュケーヌ,スカイラーク・デュケーン）1965年

### 《レンズマン》シリーズ
- Triplanetary （三惑星連合,三惑星連合軍,銀河系防衛軍,三惑星連合軍の戦い）1934年（元はレンズマンシリーズではなく、後付けで関連付けられた。単行本は1948年出版で、かなり加筆されている）
- First Lensman （ファースト・レンズマン,最初のレンズマン,宇宙戦士レンズマン）1950年
- Galactic Patrol （銀河パトロール隊,銀河パトロール,宇宙パトロール,銀河戦士レンズマン,レンズマン対宇宙海賊）1937年
- Gray Lensman （グレー・レンズマン,レンズマン危機一髪,戦うグレーレンズマン）1939年
- Second Stage Lensman （第二段階レンズマン,レンズマンの反撃,ボスコニア大戦争）1941年
- Children of the Lens （レンズの子供たち,レンズの子ら,レンズマンの子どもたち）1947年
- The Bortex Blaster, Masters of the Vortex （渦動破壊者）1941年

### 《Subspace》シリーズ
- Subspace Explorers （大宇宙の探究者）1960年
- Subspace Encounter 1983年

### 《Family d'Alembert》シリーズ
1作目の途中までがE・E・スミスが執筆した部分で、残りはスティーヴン・ゴールディンがスミスの構想を元に執筆。
- Imperial Stars 1976年
- Stranglers' Moon 1976年
- The Clockwork Traitor 1976年
- Getaway World 1977年
- Appointment at Bloodstar, also known as The Bloodstar Conspiracy 1978年
- The Purity Plot 1978年
- Planet of Treachery 1981年
- Eclipsing Binaries 1983年
- The Omicron Invasion 1984年
- Revolt of the Galaxy 1985年

### 《Lord Tedric》シリーズ
E・E・スミスの構想を元にゴードン・エクランドが執筆。
- Lord Tedric 1978年
- The Space Pirates 1979年
- Black Knight of the Iron Sphere 1979年
- Alien Realms 1980年

### その他長編小説と短編集
- Spacehounds of IPC （火星航路SOS,惑星連合の戦士）1931年
- The Galaxy Primes （銀河系の超能力者）1959年
- Masters of Space 1976年
- Edward E. Smith (2001). Have Trenchcoat — Will Travel, and Others. Advent. ISBN 0-911682-33-3

### 短編
- Robot Nemesis （ロボット復讐鬼）1934年

### 論文とノンフィクション
- Some Clays of Idaho, (with Chester Fowler Smith) アイダホ大学での卒論(1914)[84]
- The effect of bleaching with oxides of nitrogen upon the baking quality and commercial value of wheat flour, ジョージワシントン大学での学位論文(1919)、約100ページ。[85][86]
- "A study of some of the chemical changes which occur in oysters during their preparation for market", Bureau of Chemistry, U.S. Department of Agriculture Bulletin 740, 1919, 24 pp.[85]
- "Viscosity and Baking Quality", Cereal Chemistry 2, 178-89, 1925.[85]
- "Report of the Subcommittee on Hydrogen-Ion Concentration with Special Reference to the Effect of Flour Bleach", Cereal Chemistry 9, 424–8, 1932.[87]
- "Catastrophe" (Astounding Science Fiction May 1938).
- Resnick, Mike; Siclari, Joe (2006), Worldcon Guest of Honor Speeches, ISFiC Press - 第2回ワールドコンでのE・E・スミスの講演を含む。
- Eshbach, Lloyd Arthur, ed. (1947), “The Epic of Space”, Of Worlds Beyond: The Science of Science Fiction Writing, Fantasy Press 自伝的記述が含まれている。
- Introduction to Man of Many Minds by E. Everett Evans (Fantasy Press 1953).